# Kate Scott

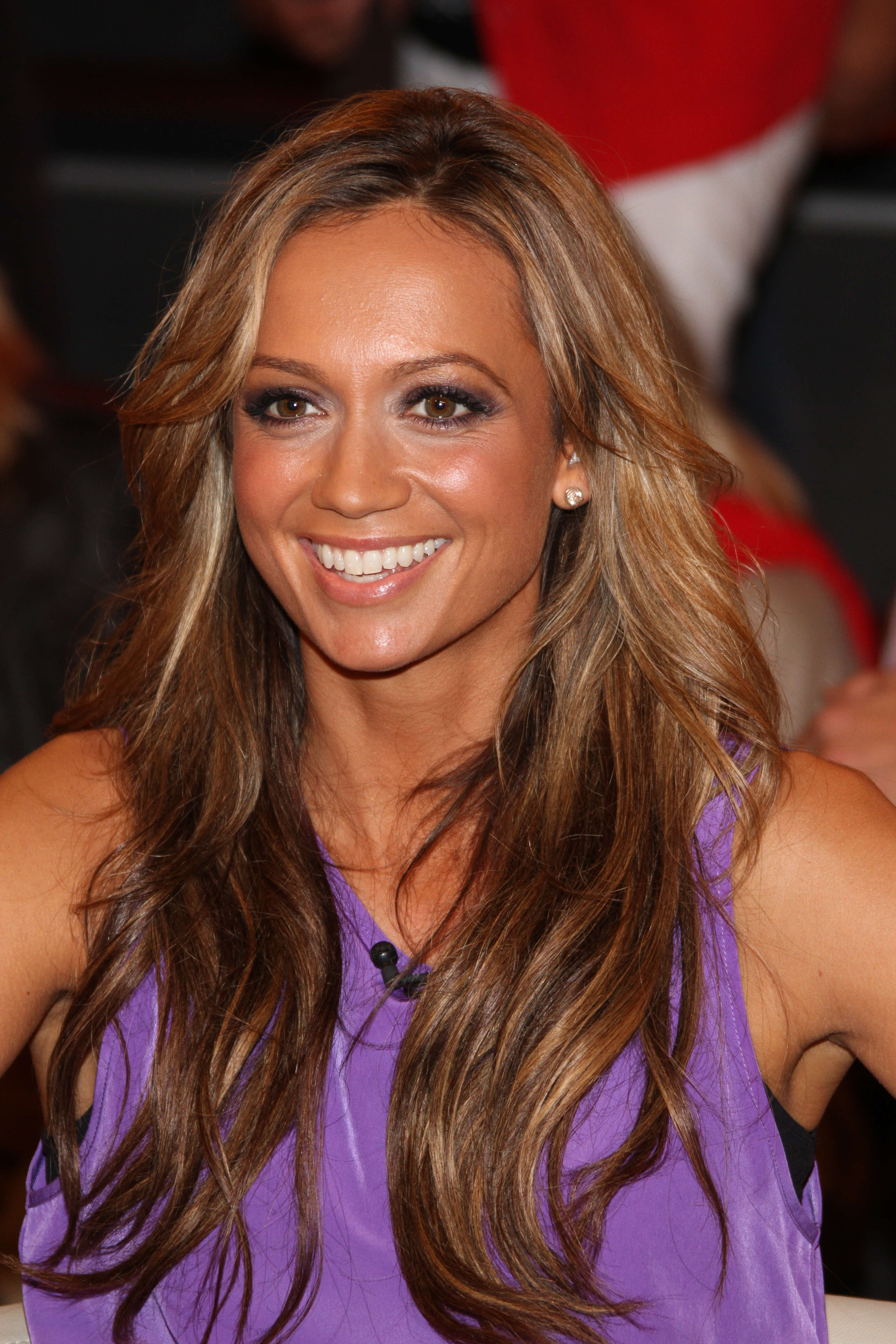
Kate Scott in der Sendung Markus Lanz (2012)

Kate Scott (vorher Kate Abdo; * 8. September 1981 in Manchester als Kate Giles, eigentlich Kate Abdolmajid) ist eine britische Journalistin, die als Moderatorin für den deutschen Pay-TV-Sender Sky Sport News HD tätig war. Seit Januar 2014 arbeitet sie für den britischen Sender Sky Sports News in London.

## Leben und Karriere
2003 erwarb Kate Scott nach zweijährigem Studium den Translating and Interpreting Degree an der Universität Málaga in Spanien. Daran schloss sich von 2004 bis 2005 ein Spanisch-, Französisch-, Englisch- und Deutschstudium an der Salford University in England an. Sie spricht benannte Sprachen fließend. 
2005 absolvierte Scott ein Praktikum bei Deutsche Welle TV in der Fremdsprachen-Redaktion. Von 2006 bis 2007 arbeitete sie als  Produktionsassistentin für die Deutsche Fußball Liga von Goal! The Bundesliga Magazine und war gleichzeitig bis 2009 Sportnachrichten-Moderation bei Deutsche Welle TV. Dreimal (2010, 2011 und 2013) war sie bisher Moderatorin bei der Auslosung zur Gruppenphase der UEFA Europa League in Monaco. Von 2009 bis 2011 war sie als Sportnachrichten-Moderatorin bei CNN International (London) World Sport Show! tätig. Ab dem 1. August 2011 arbeitete sie für Sky Deutschland, wo sie maßgeblich zur Entwicklung des Senders Sky Sport News HD beitrug und vom Start am 1. Dezember 2011 bis 24. November 2013 als Head-Anchor fungierte. 2013 moderierte Scott auch beim Sender RTL die Sendung Shooting Star. 2015 und 2016 moderierte sie in Zürich die Verleihungen des Ballon d’Or. Am 2. Mai 2015 moderierte Scott zusammen mit Johannes B. Kerner die Spieleshow 1000 – Wer ist die Nummer 1?